# Systropus leucoproctus
Systropus leucoproctus är en tvåvingeart som beskrevs av Wray Merrill Bowden 1967. Systropus leucoproctus ingår i släktet Systropus och familjen svävflugor.
Artens utbredningsområde är Kenya. Inga underarter finns listade i Catalogue of Life.